# Tong’an Guanzhi
Tong’an Guanzhi (chiń. 同安觀志 pinyin Tóng’ān Guānzhì; kor. 동안관지 Tongan Kwanji; jap. Dōan Kanshi; wiet. Đồng An Quán Chí; ur. 910, zm. 970) – chiński mistrz chan ze szkoły caodong z X wieku.

## Życiorys
Był uczniem mistrza chan Tong’ana Daopi (znanego także jako Tong’an Daoying).
Gdy mistrz chan Tong’an Daoying był bliski śmierci, wszedł do sali i zwrócił się do mnichów następującymi słowami: „Uczniowie przed stupą są biegłymi, ale co ze sprawą sprzed pięciu starych szczytów?”
Zadał to pytanie trzy razy, ale żaden z mnichów nie odpowiedział.
W końcu Tong’an Guanzhi wstał i powiedział: „Poza okienną zasłoną tysiące światów są ułożone w czystą noc. Wszędzie pieśń wielkiego spokoju.”
Daoying powiedział: „Wszyscy powinniście być tacy jak ten głupi osioł.”
Mnich spytał: „Jak śpiewasz o miejscu, gdzie nie sięga dualność?”
Tong’an powiedział: „Nie ma takiego miejsca, gdzie można to spotkać. Ale wewnątrz ta mistyczna zasada nigdy nie jest utracona.”

## Linia przekazu Dharmy zen
Pierwsza liczba oznacza liczbę pokoleń od Pierwszego Patriarchy chan w Indiach Mahakaśjapy.
Druga liczba oznacza liczbę pokoleń od Pierwszego Patriarchy chan w Chinach Bodhidharmy.
Trzecia liczba oznacza początek nowej linii przekazu w innym kraju.
- 34/7. Qingyuan Xingsi (660–740)
- 35/8. Shitou Xiqian (700–790) autor poematu Cantong qi
- 36/9. Yaoshan Weiyan (751–834) (także Yueshan)
- 37/10. Yunyan Tansheng (770–841)
- 38/11. Dongshan Liangjie (807–869) Szkoła caodong
  - 39/12. Qinshan Wensui (bd)
  - 39/12. Yuezhou Qianfeng (bd)
    - 40/13. Fori Heshang
    - 40/13. Shuixi Nantai

  - 39/12. Sushan Kuangren (837–909)
    - 40/13. Huguo Shoucheng (bd) (także Jingguo)
    - 40/13. Hou Sushan

  - 39/12. Longya Judun* (835–923) (*także Judao)
    - 40/13. Baozi Zangyu

  - 39/12. Huayan Xiujing
    - 40/13. Ziling Heshang
    - 40/13. Zhangxing Heshang

  - 39/12. Caoshan Benji (840–901)
    - 40/13. Caoshan Huixia
    - 40/13. Jingfeng Congzhi
    - 40/13. Lumen Zhenchan
    - 40/13. Heyu Kuanghui
    - 40/13. Yuwang Hongtong

  - 39/12. Yunju Daoying (zm. 902)
    - 40/13/1. Sŏngak Hyŏngmi (864–917) Korea
    - 40/13/1. Chinch'ŏl Iŏm (869–936) Korea. Szkoła sumi san
    - 40/13. Tong’an Daopi (bd) (Daoying)
      - 41/14. Tong’an Guanzhi (910–970)
        - 42/15. Liangshan Yuanguan (bd)
          - 43/16. Dayang Jingxuan (943–1027) (także Jingyan)
            - 44/17. Fushan Fayuan[2] (991–1067) (także Yunjian)
              - 45/18. Touzi Yiqing (1032–1083)
                - 46/19. Dahong Bao’en (1058–1111)
                  - 47/20. Tongfa (1082–1140)
                  - 47/20. Qingdan (bd)
                  - 47/20. Dahong Shanzhi (bd)
                  - 47/20. Jingyan Shousui (1072–1147)
                    - 48/21. Dahong Qingxian (1103–1180)

                - 46/19. Furong Daokai (1043–1118)
                  - 47/20. Kumu Facheng (1091–1128)
                  - 47/20. Dayong Qilian (1077–1144)
                  - 47/20. Lumen Fadeng (1075–1127)
                  - 47/20. Jingyan Shousui (1072–1147)
                  - 47/20. Chanti Weizhao (Baofeng) (1084–1128)
                    - 48/21. Zhitong Jingshen (1090–1152)

                  - 47/20. Shimen Yuanyi (1053–1137)
                  - 47/20. Jingyin Zijue (zm. 1117)
                    - 48/21. Qingzhou Yibian (1081–1149)
                      - 49/22. Zizhou Bao (1114–1173)
                        - 50/23. Wangshan Ti (bd)
                          - 51/24. Wansong Xingxiu (1166–1246) opat klasztoru Shaolin; komentarze do Congrong lu
                            - 52/25. Xueting Fuyu (1203–1275)
                            - 52/25. Yelü Chucai (1189–1243)

                  - 47/20. Danxia Zichun (1064–1119)
                    - 48/21. Hongzhi Zhengjue (1091–1157) (także jako Tiantong), autor Congronglu
                      - 49/22. Jingyin Kumu (bd)
                      - 49/22. Liaotang Siche (bd)
                      - 49/22. Sizong (1085–1153)
                      - 49/22. Zhide Huihui (1097–1183) ta linia skończyła się po 10 pokoleniach

                    - 48/21. Zhenxie Qingliao (1089–1157)
                      - 49/22. Tiantong Zongjue (1091–1162)
                        - 50/23. Xuedou Zhijian (1105–1192)
                          - 51/24. Tiantong Rujing (1163–1228)
                            - 52/25/1. Dōgen Kigen (1200–1253) Japonia. Szkoła sōtō

                  - 47/20. Lumen Zijue (zm. 1117)